# Antennaria argentea
Antennaria argentea là một loài thực vật có hoa trong họ Cúc. Loài này được (Gray) Benth. mô tả khoa học đầu tiên năm 1849.